# Balbæk
Balbæk, Ballebæk (dansk) eller Ballbek (tysk) er navnet på en lille å og en eng beliggende nord for Sønder Smedeby og vest for Frørup Bjerge i Lusangel i Sydslesvig. Åen udspringer ved Nørreskov og fortsætter efter 500 meter som Tingvad Å (Dingwatter Au), som via Ildsøstrøm munder ud i Trenen. Balbæk/Tingvad Å har en samlet længde på 4,5 km.
Åens navn er første gang dokumenteret 1710 som Bolbek, 1787 som Ballebek. Stednavnet henføres til dansk balle, som beskriver beliggenheden ved jævnt stigende bakke, højt langstrakt sted, her det nu gennem grusudvinding delvis nedbrudte Højbjerg (Hoogebarg), et højtliggende areal ved skellet mod Frørup (Frørup Bjerge).
Tingvad er navnet på en lille eng og å syd for skellet mellem landsbyerne Frørup og Smedeby, vest for landevejen Flensborg-Slesvig. Navnet viser stedet, hvor beboerne måtte vade gennem vandet for at komme til Ugle Herreds tingsted i Oversø. Tæt ved åen findes tilsvarende en Tinghøj (Tinghui). Balbæk/Ballebæk synes at være det ældre navn på vandløbet. Navnet Ballebæk er almindeligt i dansk sprogområde.